# Typhlops depressiceps
Typhlops depressiceps este o specie de șerpi din genul Typhlops, familia Typhlopidae, descrisă de Sternfeld 1913. Conform Catalogue of Life specia Typhlops depressiceps nu are subspecii cunoscute.